# Старый вокзал (Барнаул)
Старый вокзал — памятник архитектуры в Барнауле. Расположен по адресу: площадь Победы, 10Б.

## История
Здание вокзала в Барнауле было заложено в апреле 1914 года в связи со строительством Алтайской железной дороги. Его проект разработал томский архитектор К. К. Лыгин. К концу июня каменная кладка была закончена, а 8 октября 1915 года прибыл первый пассажирский поезд. Торжественное открытие железнодорожной станции Барнаул состоялось 21 октября 1915 года, официально она открылась 10 июля 1916 года, когда начали приём и выдачу багажа, продажу билетов на поезда и приём частных телеграмм.
К началу 1950-х годов вокзал перестал отвечать потребностям возросшего пассажиропотока, в 1955 году приняли решение о строительстве рядом с ним нового вокзального здания. Новый вокзал был открыт в 1959 году, а старый с тех пор исполняет роль служебного здания для железнодорожников.

## Архитектура
Здание построено в стиле модерн. Состоит из трёх двухэтажных объёмов, возвышающихся в центре и по бокам (ризалиты), соединённых между собой одноэтажными. Юго-восточный фасад, выходящий на площадь, имеет симметричную композицию с центральной осью. Центральный ризалит увенчан плоским куполом.
На здании висит памятная табличка «С этого вокзала сибиряки уходили на Великую Отечественную войну 1941—1945 гг.».